# Зелена кокошка
Зелената кокошка (Gallus varius) е вид птица от семейство Фазанови (Phasianidae).

## Разпространение и местообитание
Разпространен е в Индонезия.